# João Dunshee de Abranches Moura
João Dunshee de Abranches Moura (* 2. September 1867 in São Luís, Brasilien; † 11. März 1941 in Petrópolis, Brasilien) war ein brasilianischer Schriftsteller, Dichter, Anwalt, Staatsanwalt, Journalist, Politiker, Soziologe, Musiker und Professor für Physik und Naturwissenschaften, Anatomie und vergleichende Physiologie und Hochschullehrer.

## Leben
João Dunshee de Abranches Mouras Eltern waren Antônio da Silva Moura und Raimunda de Abranches Moura. Der Vater seiner Mutter war der Politiker und Journalist João Antônio Garcia de Abranches, Gründer der Zeitung O Censor in Maranhão. Im Alter von 4 Jahren konnte Dunshee de Abranches bereits lesen und schreiben. Mit sechs Jahren übersetzte er aus dem Französischen. Er lernte auch Englisch, Spanisch, Deutsch und Latein. Sein Studium begann er in São Luís und immatrikulierte sich 1884 an der Medizinischen Fakultät in Rio de Janeiro. Hier entwickelte er sich zu einem Vertreter republikanischer und abolitionistischer Ideen. 1888 wurde er zum Staatsanwalt in Barra do Corda ernannt, wofür er sein Medizinstudium unterbrechen musste. Ein Jahr später trat er von seinem Amt zurück, um sein Studium abzuschließen. In Rio de Janeiro erlebte er am 15. November 1889 die Ausrufung der Republik. 1890 wurde er Professor für Physik, Chemie und Naturgeschichte am H.-Köpker-Institut und am Brasilianisch-Deutschen Kolleg. Daneben absolvierte er ein Jurastudium und wurde Honorarprofessor der Universität Heidelberg in Deutschland. Unter der Präsidentschaft von Francisco de Paula Rodrigues Alves wurde er  Regierungskommissar und war für die Ausbildung an Sekundar- und Hochschulen zuständig. 1903 gewann er die Wahl in die Abgeordnetenkammer des Bundesstaats Maranhão. Dort war er bis 1910 Abgeordneter. Nachdem er 1905 in die brasilianische Abgeordnetenkammer gewählt worden war, trat er im selben Jahr von seinem Amt als Regierungskommissar zurück. Bis 1917 blieb er in mehreren Legislaturperioden Abgeordneter. In dieser Zeit war er Vorsitzender der Comissão de Diplomacia e Tratados, des Ausschusses für Diplomatie und Verträge, der Comissão Especial de Justiça Militar, dem Sonderausschuss für Militärrecht, und der Comissão Organizadora do Código Penal Militar, dem Ausschuss zur Schaffung eines Militärstrafgesetzbuchs. Während des Ersten Weltkrieges stellte er sich gegen den Kriegseintritt Brasiliens und gegen den Abbruch der diplomatischen Beziehungen zu Deutschland. Infolgedessen trat er vom Vorsitz des Diplomatieausschusses zurück. Daneben war er Mitglied in den Ausschüssen für das öffentliche Rechnungswesen, der Handelsmarine und für öffentliche Ämter. Nach seinem Rücktritt als Abgeordneter arbeitete er in einer Anwaltskanzlei in Rio de Janeiro. Neben der politischen Karriere arbeitete er als Journalist. 1888 gründete er mit Izac Martins und Antônio Rocha Lima in Barra do Corda die Zeitung O Norte. Er arbeitete mit verschiedenen Zeitungen zusammen, der Aurora Boreal, der Gazeta do Povo, dem Século, der Pacotilha, dem País, dem Diário do Maranhão und der Federalista in Maranhão, der Federação in Amazonas, der Gazeta da Tarde, dem Pernambuco, der Federação in Rio Grande do Sul, der República in Pará, dem Comércio de S. Paulo in São Paulo und dem Diário do Norte in Bahia. In Rio de Janeiro war er Mitarbeiter des Jornal do Comércio, der Gazeta de Notícias, der Tribuna und des Correio da Manhã. Er war Direktor bei O Dia und zwischen 1895 und 1900 Redakteur des Jornal do Brasil. 1910 wurde er zum Präsidenten der Associação Brasileira de Imprensa der brasilianischen Pressevereinigung, gewählt. 1911 wurde er für zwei weitere Jahre wiedergewählt. Während seiner Amtszeit förderte er die Reform der Statuten des Verbands. 1911 kam zur Namensänderung in Associação de Imprensa dos Estados Unidos do Brasil [Pressevereinigung der Vereinigten Staaten von Brasilien]. Er begründete eine Bibliothek mit Bibliothekarsstelle, organisierte einen Journalistenkongress, der alle fünf Jahre wiederholt werden sollte, begründete einen Pressegerichtshof, Tribunal de Imprensa, der für Streitfälle im Pressewesen zuständig sein sollte. Weitere Neuerungen waren die Einführung eines Presseausweises, eines Mitgliedsausweises und eines Bestattungsfonds für Journalisten. Der Hauptsitz des Verbandes wurde ins Zentrum von Rio de Janeiro verlegt. Auf seine Initiative wurde in der Abgeordnetenkammer ein Gesetzesentwurf angenommen, der dem Verband einen jährlichen Zuschuss von 20 Millionen Real bewilligte. Er war Mitglied des historischen und geographischen Instituts von Maranhão und der Academia Maranhense de Letras, der Literaturakademie Maranhão.
Er war promovierter Rechts- und Sozialwissenschaftler.  Von Reichspräsident Paul Hindenburg wurde er mit der höchsten Ehrung des Deutschen Roten Kreuzes ausgezeichnet. Im September 1929 führte er die brasilianische Delegation bei der Grundsteinlegung der Basilika Sainte-Thérèse in Lisieux, bei welcher er neben einem päpstlichen Vertreter und einem Vertreter der Académie française einer der drei Hauptredner war.

## Werke (Auswahl)

### Schriften
- Pela paz: Ao Dr. Prudente de Morais. Rio de Janeiro, RJ: Tipografia do Jornal do Brasil, 1895A.B.C. e a politica americana  (Gedichte in portugiesischer Sprache) (Digitalisat bei https://www.literaturabrasileira.ufsc.br)
- Unter dem Pseudonym Barão de S. Bibiano: Cartas de Um Sebastianista. 1895 (portugiesisch)
- Memórias de um histórico. 1895  (portugiesisch)
- Unter dem Pseudonym Lobo Cordeiro: Como se Faz o Jornal do Brasil. 1896 (portugiesisch)
- Unter dem Pseudonym Ferreira de Andrade: Papá Basílio. 1897 (portugiesisch)
- Silvio Romero, Biografie, 1899 (portugiesisch)
- O 10 de Abril. 1901 (portugiesisch)
- Sonetos brasileiros, Edição completa. Rio de Janeiro, RJ, M. Orosco e Companhia, 1904  (Gedichte in portugiesischer Sprache) (Digitalisat bei https://www.literaturabrasileira.ufsc.br)
- Pela Itália, 1906 (Gedichte in portugiesischer Sprache)
- Tratados de comércio e navegação do Brasil: Memória apresentada à Comissão de Diplomacia da Câmara dos Deputados. Brasília, DF, Rio de Janeiro, RJ, Imprensa Nacional, 1909 (portugiesisch) (Digitalisat bei https://www.literaturabrasileira.ufsc.br)
- Rio Branco: Defesa de seus atos. Brasília, DF, Rio de Janeiro, RJ, Imprensa Nacional, 1911 (portugiesisch) (Digitalisat bei https://www.literaturabrasileira.ufsc.br)
- O Maior dos Brasileiros. 1912
- A Revolta da Armada e a Revolução Riograndense: Correspondência entre Saldanha da Gama e Silveira Martins. Rio de Janeiro, RJ, Editor M. Abranches, 1914 (portugiesisch) (Digitalisat bei https://www.literaturabrasileira.ufsc.br)
- Lourdes, 1914 (portugiesisch)
- A conflagração europeia e suas causas: Discurso proferido na Câmara dos Deputados ao Congresso Nacional do Brasil em 26 de setembro. Rio de Janeiro, RJ, Tipografia do Jornal do Comércio, 1914 (portugiesisch) (Digitalisat bei https://www.literaturabrasileira.ufsc.br)
- A.B.C. e a politica americana, Brasília, DF, Rio de Janeiro, RJ, Imprensa Nacional, 1915  OCLC 8798278 (portugiesisch) (Digitalisat bei https://www.literaturabrasileira.ufsc.br)
- Brazil and the Monroe doctrine. Brasília, DF, Rio de Janeiro, RJ, Imprensa Nacional, 1915 (portugiesisch) (Digitalisat bei https://www.literaturabrasileira.ufsc.br)
- Versos de Ontem e de Hoje. 1916 (Gedichte in portugiesischer Sprache)
- A illusao brazileira (justificacao historica de uma attitude), Justificação histórica de uma atitude. Brasília, DF, Rio de Janeiro, RJ, Imprensa Nacional, 1917 OCLC 1046594311 (portugiesisch) (Digitalisat im Internet Archive,Digitalisat bei https://www.literaturabrasileira.ufsc.br)
- A Alemanha e a paz: Apelo ao presidente da câmera dos deputados ao Congresso Nacional do Brasil. São Paulo, SP, Tipografia Brasil de Rothschild e Companhia, 1917 (portugiesisch)
- Governos e Congressos da República dos Estados Unidos do Brasil. 1918  (portugiesisch)
- Garcia de Abranches, o Censor. 1922 (portugiesisch)
- Sonetos maranhenses: Távola do bom humor. São Luís, MA, Imprensa Oficial do Maranhão, 1923 (Gedichte in portugiesischer Sprache) (Digitalisat bei https://www.literaturabrasileira.ufsc.br)
- Selva. 1923  (portugiesisch)
- Actas e Actos do Governo Provisório, Rio de Janeiro: edição do autor, 1930  (portugiesisch)
- Seleta cristã. Übersetzung von Odylo Costa, filho et al. Rio de Janeiro, RJ, Livraria Católica, 1932 (Gedichte in portugiesischer Sprache) (Digitalisat bei https://www.literaturabrasileira.ufsc.br)
- Minha Santa Teresinha. 1932 (Gedichte in portugiesischer Sprache)
- Dois sorrisos de marias. 1933 (portugiesisch)
- A Setembrada. 1933 (portugiesisch)
- Caminho do Céu. 1936 (portugiesisch)
- Uma Vida. 1936 (portugiesisch)
- O Cativeiro: Memórias. Rio de Janeiro, RJ, 1938 (portugiesisch)  (Digitalisat bei https://www.literaturabrasileira.ufsc.br)
- A Esfinge do Grajaú – Memórias, Jornal do Brasil, Rio de Janeiro, 1940 (portugiesisch)
- Como se Faziam Presidentes, Livraria José Olympio Editora, Rio de Janeiro, 1973 (portugiesisch)

### Musikalische Kompositionen
- Ave Maria für Singstimme, Violine und Orgel (Digitalisat beim Arquivo público do Estado Maranhão, Digitalisat beim IMSLP)
- Madrigal für Violine und Klavier oder Orgel, dem Geiger Fiordaliza Guimarães gewidmet.  (Digitalisat beim Arquivo público do Estado Maranhão)